# Sortie de capitaux
La sortie de capitaux est un phénomène de macroéconomie observable lorsque des capitaux sortent d'une économie (par exemple, d'un pays). Une sortie de capitaux peut être causée par une incertitude quant à l'avenir ou à l'existence d'actifs financiers plus intéressants ailleurs. Des sorties rapides et massives de capitaux s'appellent une fuite des capitaux. Les sorties de capitaux peuvent avoir lieu dans des économies comportant des systèmes de contrôle des capitaux et de contrôle des changes ainsi que dans des pays bénéficiant de la liberté de mouvements de capitaux.

## Concept

### Un phénomène généralement indésirable
La sortie de capitaux est généralement considérée comme indésirable pour un pays, quelle qu'en soit la cause. Les effets nocifs, voire récessifs, de sorties de capitaux a conduit beaucoup de pays à mettre en place des lois afin de restreindre les mouvements sortants de capitaux. Il s'agit de contrôle des capitaux. Cependant, les pays qui instaurant des contrôles de capitaux envoient un signal de crainte aux agents économiques, car cela sous-entend qu'il y a un problème économique à l'horizon.
La sortie de capitaux peut être un problème en soi ou le symptôme d'un problème plus grand. Les pays peu compétitifs, qui offrent peu de perspectives de rémunération, voient leurs capitaux sortir.  Les sorties de capitaux sont plus influencés par les perspectives de profitabilité (taux de rentabilité espéré moins le taux d'intérêt) que par des différences de taux d'intérêt réels entre pays.
Lorsqu'un pays est en proie à des crises de défiance qui provoquent des sorties de capitaux, le pays peut recourir à la dette externe afin de financer ces sorties. 
Les sorties de capitaux peuvent concourir à modifier le taux de change, notamment à la baisse, comme ce fut le cas en Chine (voir ci-dessous). Des pays touchés par des sorties de capitaux, comme l'Islande en 2008, ont instauré des contrôles de capitaux pour stabiliser leur taux de change et ainsi ne pas subir une dévaluation forte de leur monnaie, qui aurait pour conséquence un renchérissement des importations.

### Le signe d'un dynamisme entrepreneurial
Certains économistes considèrent cependant que si les sorties de capitaux dues aux incertitudes sont négatives pour un pays, il faut également prendre en compte le fait que des sorties de capitaux peuvent être dues à des investissements des nationaux à l'étranger, ou à la conquête de parts de marchés étrangères par des entreprises nationales. Les sorties de capitaux peuvent ainsi témoigner du dynamisme des entreprises du pays dont sortent les capitaux.

### Une contrainte politique
Le modèle de Mundell-Fleming démontre, en intégrant l'ouverture internationale au modèle IS/LM (ignoré par John Maynard Keynes dans sa Théorie générale de l'emploi, de l'intérêt et de la monnaie), que dans un pays à forte mobilité de capitaux et à taux de changes fixes, la conduite de politiques monétaires autonomes est inefficace : une relance monétaire produisant une baisse des taux d'intérêt, les capitaux sortiraient du pays pour trouver de meilleurs taux ailleurs. Cela conduirait donc à une contraction de la masse monétaire et à une baisse de l'activité économique.
Les sorties de capitaux contraignent également les pays qui n'assurent pas la liberté de mouvements de capitaux à administrer les entrées et les sorties de manière plus ou moins sévère, de telle sorte que la banque centrale doive parfois contraindre les banques commerciales à refuser la sortie de certains capitaux. Le régime économique international prévu par les accords de Bretton Woods, qui fait cesser la liberté de mouvement des capitaux et instaure des contrôles de capitaux, donne aux banques centrales une importance de premier plan dans la régulation des entrées et sorties.

## Histoire

### Les sorties de capitaux des pays émergents
L'Argentine a connu des sorties de capitaux dans les années 1990 à tel point que l'on a pu parler à un moment de fuite de capitaux. En 1994, le Mexique est confronté à une grave cris économique à la suite de sorties importantes de capitaux volatils ; en 1997, c'est au tour de la Thaïlande, que les capitaux fuient à cause de ses mauvais résultats économiques.
Les pays émergents, ou pays en voie de développement, sont très souvent des pays qui cherchent à capter l'épargne mondiale afin qu'elle soit investie dans le pays et l'aide à se développer. Ces pays, qui ont constamment recours à un financement extérieur, sont d'autant plus sensibles aux sorties de capitaux.
Les pays émergents connaissent un phénomène de sorties de capitaux nationaux. Alors que leur pays a besoin de capitaux pour se développer, les citoyens de pays émergents cherchent souvent à placer leurs capitaux à l'étranger. En 2000, plus de 375 milliards de dollars de placements à l’étranger ont été effectués par les résidents des pays émergents. Ces sorties légales et illégales de capitaux représentent environ l'équivalent de 15% des exportations des pays émergents du monde cette année-là.

### Les sorties de capitaux de la Chine
La Chine dispose de contrôles non-totaux de capitaux. L'accélération de sorties de capitaux en 2016 a provoqué une pression à la baisse sur le yuan, lui faisant perdre 6,6% de sa valeur face au dollar américain. Afin d'éviter de telles situations, le gouvernement chinois a raffermi son contrôle sur les capitaux sortants en contraignant les banques chinoises à respecter un ratio flux entrants/flux sortants en yuans au niveau de chaque province, et en imposant des contrôles plus stricts sur l'utilisation du quota annuel de 50 000$ par habitant à compter de janvier 2017. Les autorités chinoises ont donné l'instruction aux banques chinoises de faire entrer des devises sur le territoire pour contrebalancer les sorties de capitaux en émettant des obligations en dollars américains l’étranger afin de rapatrier les sommes. L'autorité financière chinoise a également imposé aux entreprises publiques chinoises la conversion des devises qu'elles détiennent, et contrôle à partir de 2017 tous les transferts à l'étranger d'une valeur de plus de l'équivalent de 4,7 millions d'euros.

### Crise du Covid-19
La sortie massive de capitaux des pays émergents, à hauteur de plus de 100 milliards de dollars en avril 2020, est l'un des conséquences économiques de la pandémie de Covid-19. Le FMI remarque que les pays émergents, qui absorbent plus de capitaux qu'ils en envoient, sont les plus fortement touchés par le retrait de capitaux. Lors de la crise financière mondiale de 2007-2008, 25 milliards de dollars étaient sortis des pays émergents.